# Глазово (Камешковский район)
Глазово — деревня в Камешковском районе Владимирской области России, входит в состав Сергеихинского муниципального образования.

## География
Деревня расположена на берегу реки Печуги в 5 километрах на юг от центра поселения деревни Сергеихи и в 18 километрах на северо-запад от районного центра города Камешково.

## История

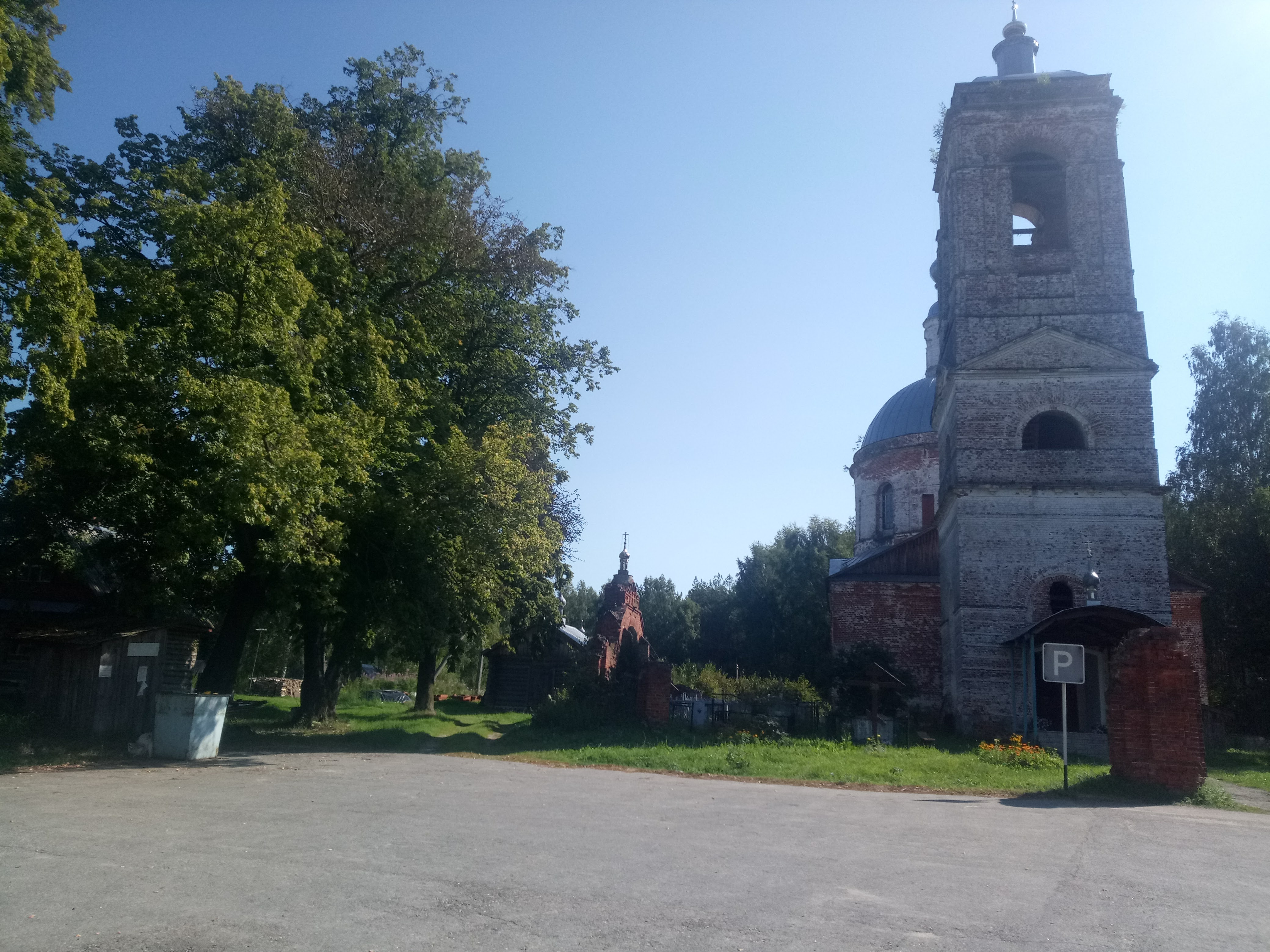
Церковь Успения Пресвятой Богородицы на погосте Семинова Гора. 2017 год

В 1,5 км на север от деревни находился погост Семинова Гора. Первое упоминание о деревянной церкви во имя святого великомученика Георгия в погосте относится к 1730 году. В 1834 году вместо обветшавшей старой церкви прихожанами была построена каменная церковь с колокольней. Престолов в ней было три: в холодной в честь Успения Пресвятой Богородицы, а в трапезе теплой во имя святого великомученика Георгия и в честь Покрова Пресвятой Богородицы. Приход состоял из сельца Глазова и деревень: Лошенхи, Макарихи, Новоселки, Новой и Лубенцов.
В конце XIX — начале XX века деревня Глазово входила в состав Макарихинской волости Владимирского уезда. В 1859 году в деревне числилось 32 двора, в 1905 году — 42 двора.
С 1929 года деревня входила в состав Сергеихинского сельсовета Ковровского района, с 1940 года — в составе Камешковского района, с 2005 года — в составе Сергеихинского муниципального образования.

## Население
| 1859 | 1905 | 1926 |
| ---- | ---- | ---- |
| 205  | 304  | 371  |

| 1859 | 1905 | 1926 | 2002 | 2010 | 2021 |
| ---- | ---- | ---- | ---- | ---- | ---- |
| 205  | ↗304 | ↗371 | ↘16  | ↘7   | ↗15  |

## Достопримечательности
На месте бывшего погоста Семинова Гора находится Церковь Успения Пресвятой Богородицы